# Система d20
Системата d20 (на английски: d20 System) представлява система от игрови механики, използвана за първи път през 2000 г. в ролевите игри на Wizards of the Coast и е базирана на третото издание на Dungeons and Dragons. Системата е наименувана на 20-стенния зар (d20), който е главен в основните механики на много действия.
Голяма част от системата d20 е публикувана като System Reference Document (SRD) под Open Game License (OGL), което позволява на комерсиални и некомерсиални издатели да издават модификации и допълнения към системата, без да плащат за употребата на интелектуалната собственост, която принадлежи на Wizards of the Coast. Първоначалният стимул за отворения лиценз на d20 били финансите, нужни за създаването на ролеви игри. Игровите приложения пострадали доста повече от намаляващи продажби с течение на времето, отколкото основните книги, необходими за игра. Ryan Dancey, маркетингов мениджър на Dungeons and Dragons, положил усилия при лицензирането на Dungeons and Dragons през „d20 System Trademark“, позволявайки на други издателства да използват d20 системата под сходна идентичност. Което се различава от Open Game License, който позволява само и единствено на групи играчи да създават работи, улегнали на d20.
Теоретично това разширило цената за правенето на допълнения към играта и увеличило продажбите на основните книги, които могат да бъдат публикувани само от Wizards of the Coast под Dungeons and Dragons and d20 System търговски марки. (SRD-то не съдържа информация за създаване и развитие на персонаж).

## Механики
d20 прилича на някои по-стари, патентовани ролеви системи. Пример за една от тях е базираната на d10 – Interlock System, използвана от издателство R. Talsorian Games. Тримата основни дизайнери на d20 са Jonathan Tweet, Монте Кук и Скип Уилямс; освен това много други допринесли за системата – сред най-известните от тях са Ричард Бейкър и тогавашният президент на Wizards of the Coast Питър Адкинсън.
За да определи действие в d20, играчът мята 20-стенен зар и добавя бонусите (modifier), базирани на способността на героя и понякога на ситуацията. Ако резултатът е по-голям или равен на числото на противника (наречено Difficulty Class или само DC), тогава действието е успешно.
Правилата за d20 са изложени в SRD (последна версия 3.5), което може да бъде копирано безплатно и дори продавано. Създадено за игри с фентъзи жанр (обикновено) в псевдосредновековен свят, SRD-то е базирано на Dungeons and Dragons книгите Player’s Handbook v.3.5, Expanded Psionics Handbook, Dungeon Master’s Guide v3.5, Monster Manual v3.5, Deities and Demigods v3.0 и Epic Level Handbook.
d20 Modern притежава свое собствено SRD, наречено Modern System Reference Document (MSRD). MSRD-то включва материали от d20 Modern roleplaying game, Urban Arcana Campaign Setting, d20 Menace Manual и d20 Future, които обхващат широк диапазон от жанрове, но са предназначени основно за модерните дни.